# Charles Grey (officier)
Pour les articles homonymes, voir Charles Grey.
Charles Grey (15 mars 1804 – 31 mars 1870) est un officier de l'armée britannique, membre de la Chambre des communes britannique et personnalité politique du Bas-Canada. Plus tard dans sa vie, il est secrétaire particulier du prince Albert et plus tard de la reine Victoria.

## Jeunesse
Il est né dans le Northumberland, en Angleterre, en 1804, deuxième fils de Charles Grey, 2e comte Grey, et de son épouse, Mary Ponsonby, fille de William Ponsonby, 1er baron Ponsonby. Il est le frère cadet d'Henry Grey, 3e comte Grey. Après une bonne éducation privée, il rejoint l'armée britannique comme sous-lieutenant en 1820 et commande le 73e régiment d'infanterie de 1833 à 1842.

## Carrière
Il représente Wycombe à la Chambre des communes britannique de 1832 à 1837, battant Disraeli pour remporter le siège qu'il occupe jusqu'en 1837.
En 1838, il se rend au Canada avec son beau-frère, John Lambton, 1er comte de Durham, où il est nommé membre du Conseil exécutif et du Conseil spécial du Bas-Canada en juin de la même année, jusqu'au 2 novembre. Il retourne en Angleterre avec Lambton plus tard ce mois-là et obtient plus tard le poste influent de secrétaire du prince Albert de 1849 à 1861 et de secrétaire de la reine de 1861 jusqu'à sa mort en 1870.
Il est nommé colonel du 3e (East Kent) Regiment of Foot en 1860 et est transféré au 71st (Highland) Regiment of Foot en 1863, poste qu'il occupe jusqu'à sa mort. Il est promu général en 1865.

## Vie privée
En 1836, il épouse Caroline Eliza, fille de Thomas Harvie Farquhar, 2e baronnet. Ils ont :
- Sybil Mary Grey (née en 1848), mariée à William Beauclerk, 10e duc de St Albans ;
- Charles Grey (décédé jeune en 1855) ;
- Albert Henry George Grey, 4e comte Grey, gouverneur général du Canada ;
- Victoria Alexandrina Elizabeth Grey (1853-1922), mariée à Lewis Payn Dawnay, fils de William Dawnay, 7e vicomte Downe ;
- Louisa Jane Grey (1855-1949), épouse William McDonnell, 6e comte d'Antrim, et est pro tempore maîtresse des robes de la reine Victoria ;
- Mary Caroline Grey (1858-1940), mariée à Gilbert Elliot-Murray-Kynynmound (4e comte de Minto).